# Pilea pavonii
Pilea pavonii är en nässelväxtart som beskrevs av Hugh Algernon Weddell. Pilea pavonii ingår i släktet pileor, och familjen nässelväxter. Inga underarter finns listade i Catalogue of Life.